# 桑山
株式会社桑山（くわやま、英：Kuwayama Corporation）は、東京都台東区東上野に本社、富山県魚津市に旗艦工場を置く1964年（昭和39年）創業の総合ジュエリーメーカーである。

## 概要
創業者の桑山征洋が設立当初よりイタリアに赴き、国内で他社に先駆けて自動製鎖機を導入、金、プラチナを材料とするマシンチェーン、デザインチェーンの製造を立ちあげた。
その後、キャスト（鋳造）製品、カットリング（鍛造）製品等の企画・製造・販売を開始、大手有名ブランドのOEM/ODMを手掛ける他、ダイヤモンド、真珠、カラーストーンと幅広く取扱う国内トップの総合ジュエリーメーカーである。
特に祖業である地金チェーンでは国内で圧倒的なシェアを保有している。一方、アジア諸国や米国他、海外市場へのグローバル展開も積極的に推進している。1995年（平成7年）より現・東京証券取引所スタンダード市場に上場していたが、2018年（平成30年）にMBOを実施、同年12月4日付で上場廃止となった。

## 製造・販売拠点
製造拠点は、旗艦工場の富山工場の他に、タイに1拠点、中国に1拠点。
販売拠点は、本社の他、甲府支店・大阪支店・福岡支店、香港・中国・タイに保有。

## 沿革
- 1964年（昭和39年）春 - 東京都墨田区に貴金属を扱う「桑山鎖」を開業
- 1970年（昭和45年）4月 - 東京都墨田区に「株式会社　桑山貴金属鎖」を設立
- 1973年（昭和48年） - 東京都台東区に本店を移転。
- 1976年（昭和51年） - 魚津工場（現・富山工場）新設。
- 1986年（昭和61年）8月 - 本社ビルを新築し本店を移転。同時に「株式会社 桑山貴金属」に社名変更。
- 1994年（平成6年） - 中国江蘇省無錫市に「無錫金藤首飾有限公司」を設立
- 1995年（平成7年） - 株式を日本証券業協会の店頭売買有価証券として登録（現東京証券取引所スタンダード市場上場）
- 1997年（平成9年） - タイ・バンコク市にCHRISTY GEM CO.,LTDを設立。
- 2000年（平成12年）8月 - 「株式会社 桑山」に社名変更。
- 2018年（平成30年）12月 - （有）山洋による株式公開買付けが成立。12月4日付で東京証券取引所スタンダード市場上場廃止。12月7日付で株式売渡請求により（有）山洋の完全子会社となる。
- 2023年（令和5年）8月 – 研究開発棟（鉄筋平屋建て、560m2）竣工[1]。
- 2024年（令和6年）5月 – CIBJO（国際/世界貴金属宝飾品連盟）のコマーシャルメンバーに認定。
- 2024年（令和6年）10月 – 富山第2工場（鉄筋平屋建て、1,681.59m2）竣工[2][3]。

## 関連会社
- 株式会社エヌジェー
- 株式会社ブリリアンスインターナショナルジャパン
- 株式会社クレール
- 株式会社K.C.D
- 有限会社アトリエG.S.P.
- CHRISTY GEM COMPANY（タイ）
- 広州桑山珠宝有限公司（中国）
- Kuwayama International Co,Ltd（香港）

## 過去のコンテスト受賞歴
海外：
- 2000年（平成12年） - WCCが主催するゴールドジュエリーの国際デザインコンテストにて、4作品が最高賞であるヴァーテュオーシー賞（金の巨匠）を受賞、イタリアのトップメーカーを抑えて世界一に輝く。
- 2016年（平成28年） - ”COUTURE　Design　Award”　「Platinum部門」Winner
- 2017年3月、世界中より約2,500のトップブランド、メーカー、デザイナーが出展し、世界の各地域より約50,000名の来場者が訪れる世界最大規模のジュエリーショーである【Hong Kong International Jewellery Show】において、世界中の公的な賞をとった作品のみがエントリー資格を持つ『International Jewellery Design Excellence Award』のファイナリストに選出され、最高賞であるChampion of the Champions を受賞。
- 2018年6月、世界のトップデザイナー、トップブランドが出展する【The　COUTURE　Show】の出展社を対象に開催される『COUTURE　Design　Award』のプラチナ部門において最高位のWinnerとなり、世界においても、そのデザイン力・技術力を高く評価された。　同賞の受賞は2016年に続き2回目となる。
- 2018年、世界的なジュエリーショーHONG KONG JEWELLERY&GEM FAIRに併催されるJNAアワードで、「Manufacturer of the Year - Jewellery」を受賞、優れた事業活動と技術力が国際的な評価を受けた。

国内：
- 2007年（平成19年） - JJAジュエリーデザインアワード2007　グランプリ、経済産業大臣賞、日本真珠振興会会長賞厚生労働大臣賞[4]
- 2008年（平成20年） - JJAジュエリーデザインアワード2008　厚生労働大臣賞、パーティーシーン部門優秀賞[5]
- 2009年（平成21年） - プラチナ・デザインアワード 2009　　ネイチャー部門最高賞[6]
- 2010年（平成22年） - JJAジュエリーデザインアワード2010　グランプリ・経済産業大臣賞[7]
- 2011年（平成23年） - JJAジュエリーデザインアワード2011　グランプリ・経済産業大臣賞[8]
- 2012年（平成24年） - JJAジュエリーデザインアワード2012  東京都知事賞・プラチナ・ギルド・インターナショナル賞[9]
- 2013年（平成25年） - JJAジュエリーデザインアワード2013  佳作・日本真珠振興会会長賞[10]
- 2014年（平成26年） - JJAジュエリーデザインアワード2014  優秀賞及び入賞[11]
- 2015年（平成27年） - JJAジュエリーデザインアワード2015  東京都知事賞・技術賞・プラチナ・ギルド・インターナショナル賞[12]
- 2017年（平成29年） - JJAジュエリーデザインアワード2017　日本ジュエリー大賞・内閣総理大臣賞、技術賞[13]
- 2018年（平成30年） - JJAジュエリーデザインアワード2018　日本ジュエリー大賞・内閣総理大臣賞、プラチナ・ギルド・インターナショナル賞[14]
- 2019年（令和元年） - JJAジュエリーデザインアワード2019　経済産業大臣賞受賞[15]
- 2021年（令和3年） - JJAジュエリーデザインアワード2021　準グランプリ・経済産業大臣賞受賞[16]

## 関連事項
- IJT
- 装身具